# Cap Estate
Cap Estate ist ein Ort im Quarter (Distrikt) Gros Islet im Norden des Inselstaates St. Lucia in der Karibik. 

## Geographie
Cap Estate mit zahlreichen Unterteilungen nimmt den ganzen nördlichen Zipfel von St. Lucia ein. Im Westen markiert Pigeon Island die Südgrenze und im Osten die Bucht Anse Lavoutte mit Cas-en-Bas. Die zerklüftete Nordküste wird von zahlreichen Anhöhen und Buchten geprägt. Unter anderen Anse Bécune mit Bécune Point, Smugglers’ Cove, Anse Galet, Anse du Banc und Anse Epouge.
Der Norden ist durch eine Anhöhe (Mount du Cap) vom Meer getrennt und Cap Estate liegt eingebettet zwischen dieser und einer zentralen Anhöhe im Süden, welche in der Verlängerung von Pigeon Island bis auf ca. 100 m Höhe ansteigt. 
Auch der nördlichste Punkt der Insel, Pointe du Cap (⊙) im Bereich von Upper Saline Point befindet sich im Gebiet von Cap Estate.
Im Zentrum des Gebiets liegt ein Golfplatz.